# Évolutionnisme (anthropologie)
Pour les articles homonymes, voir Évolutionnisme.
 (mars 2013).
Si vous disposez d'ouvrages ou d'articles de référence ou si vous connaissez des sites web de qualité traitant du thème abordé ici, merci de compléter l'article en donnant les références utiles à sa vérifiabilité et en les liant à la section « Notes et références ».
L’évolutionnisme, en anthropologie, est une théorie sociale qui postule qu'il est possible de générer des lois explicatives de l'évolution des sociétés. Certains anciens courants furent critiqués pour avoir postulé un mode d'évolution linéaire sur le modèle unique du développement de la société occidentale. Mais les différents anthropologues qui se qualifient d'évolutionnistes de nos jours, tel qu'Alain Testart et Christophe Darmangeat, proposent quant à eux des théories évolutives non téléologiques et non ethnocentrées.
Au sens strict, l'évolutionnisme est un ensemble de théories élaborées dans la seconde moitié du XIXe siècle par les fondateurs de l'anthropologie dont Lewis Henry Morgan, Edward Tylor, Herbert Spencer et James George Frazer.
Dès son apparition en tant que science au XIXe siècle, l'anthropologie se place dans un paradigme évolutionniste. Pour les anthropologues de cette époque, l'espèce humaine ne fait qu'un, et donc, chaque société suit la même évolution de l'état de « primitif » jusqu'au modèle de la civilisation occidentale.
Morgan, après s'être fait connaître par une monographie sur les Iroquois, expose sa théorie dans son ouvrage Ancient Society. Il décrit trois stades d'évolution des sociétés : sauvage, barbare et civilisé. Chacun de ces stades se divise en trois sous-stades : inférieur, moyen, supérieur. Tylor s'intéresse plus à l'anthropologie sociale, notamment la religion. Il théorise lui aussi l'évolution des sociétés en trois stades : animiste, polythéiste, monothéiste. On peut rajouter un anthropologue britannique, Frazer, qui considère que l'évolution des croyances se fait de la magie à la science en passant par la religion.
Ce paradigme fut exclusif en anthropologie durant de nombreuses années et il y a de nombreuses critiques à y apporter. Tout d'abord, il applique l'évolution (au sens de progrès) à des notions comme l'organisation sociale ou la religion. De plus, il considère que toutes les sociétés évoluent dans le même sens pour arriver à la vraie « civilisation », dont le modèle est la civilisation occidentale moderne. En effet, pour Mondher Kilani l'évolutionnisme est unilinéaire.

## Postulats
Comme les philosophies historicistes des Lumières, les évolutionnistes postulent l'unicité du genre humain et l'universalité du mouvement historique qui embrasserait l'humanité tout entière. En revanche, ils n'expliquent plus la diversité sociale et culturelle par des déterminismes environnementaux ou climatiques accidentels, comme chez Montesquieu, mais ils érigent au contraire l'histoire en tant que principe explicatif des différences entre les sociétés humaines.
Toutes les théories évolutionnistes distinguent sensiblement les mêmes étapes, ou stades, dans l'histoire de l'humanité. Contemporaines ou postérieures aux premiers développements de l'archéologie préhistorique et de la paléontologie, elles voient dans la préhistoire l'époque de « sauvagerie », caractérisée par la chasse et la cueillette. Le stade suivant, celui de la « barbarie », aurait vu le jour avec la naissance de l'agriculture et de l'élevage. Enfin, viendrait le stade de la « civilisation » avec le commerce, l'industrie et la science.

## Critiques

### Ethnocentrismeetfinalisme
On dénonce généralement son finalisme téléologique et son ethnocentrisme : toutes les sociétés seraient engagées sur la même voie, vers une seule et unique fin, la « civilisation » européenne des savants évolutionnistes eux-mêmes étant comprise comme le point d'aboutissement du mouvement. Les différences qu'on observait néanmoins entre des groupes humains contemporains furent alors expliquées par des progressions plus ou moins rapides sur une même trajectoire. Les sociétés extra-européennes étaient ainsi considérées uniquement en tant que témoins primitifs de stades antérieurs à celui atteint par la « civilisation » par excellence, occidentale, technique et scientifique.

### «Darwinisme social» et origine duracismescientifique
C'est dans ce contexte que naquit le racisme scientifique (à distinguer toutefois du racisme anthropologique, attaché à l'unité du psychisme humain), qui visait à expliquer le retard apparent des populations non-européennes par des différences biologiques. Herbert Spencer, savant contemporain de Charles Darwin et promoteur de ce que l'on nomme improprement le darwinisme social, considère ainsi les sociétés humaines comme des organismes vivants (théorie organiciste), par conséquent soumis aux mêmes règles d'évolution que les espèces biologiques. Pour Spencer, l'hérédité (les caractères innés) jouerait un rôle prépondérant par rapport à l'éducation (les caractères acquis). Il propose ainsi un système idéologique qui voit dans les luttes civiles, les inégalités sociales et les guerres de conquête rien de moins que l'application à l'espèce humaine de la sélection naturelle.

## Relations entre l'évolutionnisme anthropologique et la théorie de l'évolution
L'idée couramment exprimée selon laquelle l'évolutionnisme social serait issu de la théorie de l'évolution de Charles Darwin ne peut être admise sans souligner l'antériorité des théories de lutte pour la survie dans les sociétés humaines dès le début du XIXe siècle. Les influences se firent dans les deux sens. La théorie darwinienne de la sélection naturelle est née de doctrines propres aux domaines sociaux ou socio-économiques comme le Malthusianisme pour retourner immédiatement à ces domaines.

### Anthropologues évolutionnistes
- Lewis Henry Morgan
- Edward Tylor
- Herbert Spencer
- James George Frazer
- Alain Testart
- Julian Steward

### Concepts connexes
- Évolution socioculturelle
- Néo-évolutionnisme
- Matérialisme historique

### Courants avec des points de discordances
- Diffusionnisme
- Anthropologie structurale